# Lisa Vidal

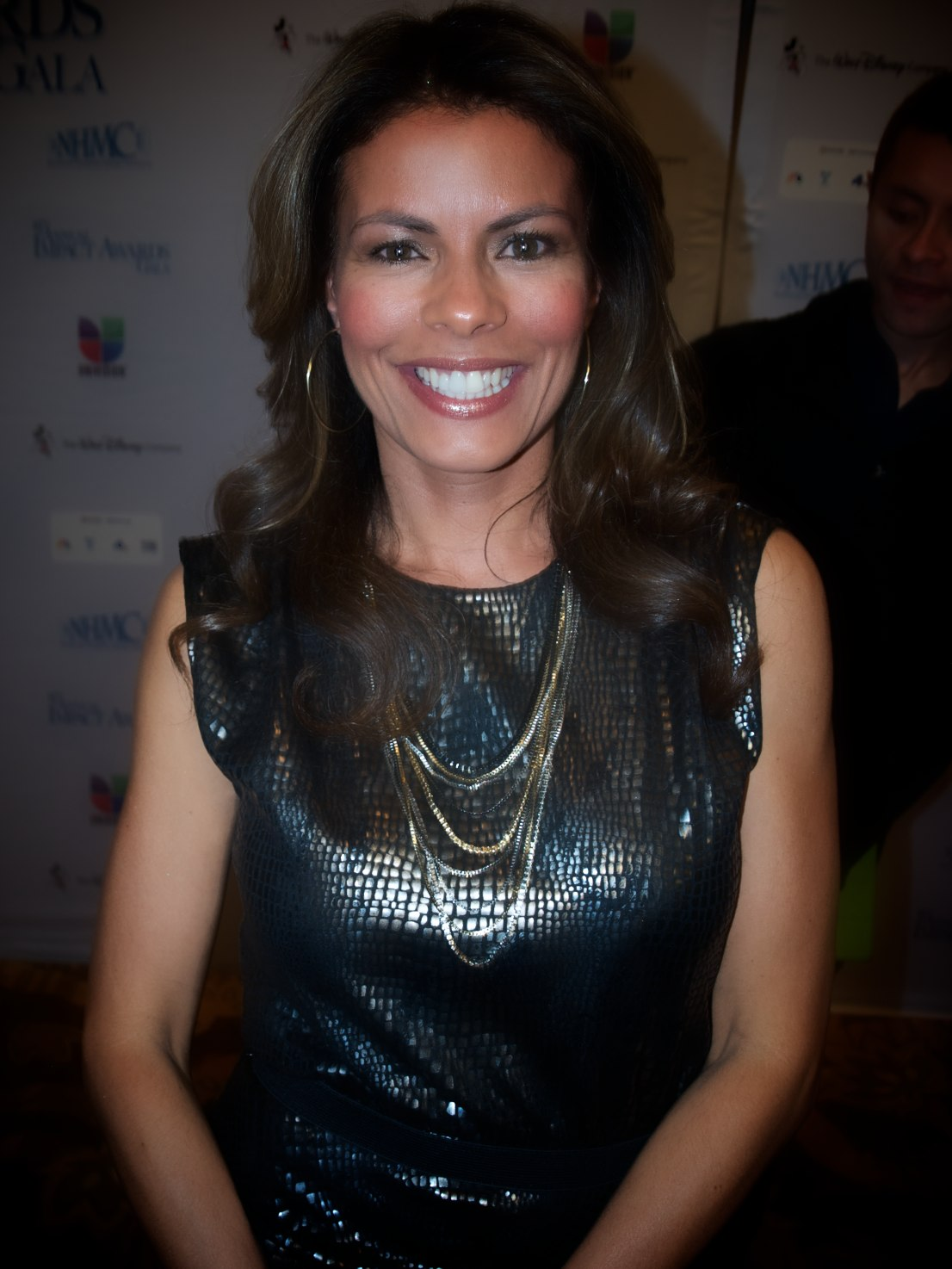
Lisa Vidal (2012)

Lisa Vidal Cohen (* 13. Juni 1965 in New York City, New York) ist eine US-amerikanische Schauspielerin.

## Leben
Lisa Vidal hatte ihre erste Rolle 1980 in der Dramaserie Oye Willie. Es folgten kleinere Serien- und Filmauftritte, unter anderem in der Bill Cosby Show und Miami Vice. Ab 1994 hatte sie längere Nebenrollen in den Krimiserien New York Undercover und Third Watch – Einsatz am Limit, von 2001 bis 2004 war sie in den beiden Serien Lady Cops – Knallhart weiblich und Emergency Room – Die Notaufnahme zu sehen. Gastauftritte hatte Vidal unter anderem in den Serien Die Bill Cosby Show (1987), Miami Vice (1988), Law & Order (1992), Boston Legal (2006), Criminal Minds (2006), Numbers – Die Logik des Verbrechens (2007), Without a Trace – Spurlos verschwunden (2009) und CSI: Miami (2009).
2006 bekam Vidal den Imagen Award als „Best Actress – Television“ für ihre Rolle im Fernsehdrama Odd Girl Out. Für fünf weitere Auszeichnungen war sie nominiert, darunter dreimal für den ALMA Award als „Outstanding Actress“.
Seit 1990 ist die Schauspielerin mit dem Immobilienmakler Jay Cohen verheiratet, das Paar hat drei Kinder. Lisa Vidals jüngere Schwester Christina Vidal (* 1981) ist ebenfalls als Schauspielerin tätig.

## Auszeichnungen und Nominierungen
- 2006: Imagen Award als Beste Schauspielerin – Television für Odd Girl Out

3fache Nominierungen für ALMA Award

## Filmografie (Auswahl)
- 1980: Oye Willie
- 1988: Miami Vice (Fernsehserie, 1 Folge)
- 1994: I Like It Like That
- 1994–1995: New York Undercover (Fernsehserie, 6 Folgen)
- 1995: Der Polizeichef (The Commish, Fernsehserie, 2 Folgen)
- 1997: Der dritte Zwilling (The Third Twin)
- 1997: Fall
- 1998: Ein Anzug für jede Gelegenheit (The Wonderful Ice Cream Suit)
- 1998: U-Bahn-Inferno: Terroristen im Zug (The Taking of Pelham One Two Three)
- 1998: Naked City – Justice with a Bullet (Naked City: Justice with a Bullet)
- 1998–2000: The Brian Benben Show (Fernsehserie, 7 Folgen)
- 1999: Active Stealth
- 1999–2001: Third Watch – Einsatz am Limit (Third Watch, Fernsehserie, 19 Folgen)
- 2001: The Blue Diner
- 2001–2004: Lady Cops – Knallhart weiblich (The Division, Fernsehserie, 17 Folgen)
- 2001–2004: Emergency Room – Die Notaufnahme (ER, Fernsehserie, 12 Folgen)
- 2003: Chasing Papi
- 2005: Odd Girl Outo (Fernsehfilm)
- 2006: Criminal Minds (Fernsehserie, 1 Folge)
- 2006–2007: Smith (Fernsehserie, 4 Folgen)
- 2009–2010: Southland (Fernsehserie, 3 Folgen)
- 2011: American Horror Story (Fernsehserie, Folge 1x12 Afterbirth)
- 2012–2013: Grimm (Fernsehserie, 2 Folgen)
- 2013–2019: Being Mary Jane (Fernsehserie, 51 Folgen)
- 2014: Shameless (Fernsehserie, 2 Folgen)
- 2015: Victor
- 2015–2017: Rosewood (Fernsehserie, 11 Folgen)
- 2019: Chicago P.D. (Fernsehserie, Folge 7x03 Familia)
- 2019: El Asesino (Fernsehfilm)
- 2020: The Baker and the Beauty (Fernsehserie, 9 Folgen)
- 2020–2021: Grey’s Anatomy (Fernsehserie, 3 Folgen)
- 2023: Shelter
- 2023: The Ms. Pat Show (Fernsehserie, 2 Folgen)
- 2023: With Love (Fernsehserie, Folge 2x06, The Wedding)